# Craugastor matudai
Craugastor matudai är en groddjursart som först beskrevs av Taylor 1941.  Craugastor matudai ingår i släktet Craugastor och familjen Craugastoridae. IUCN kategoriserar arten globalt som sårbar. Inga underarter finns listade i Catalogue of Life.